# Queer Nation

Logotipo do Queer Nation de 1992, desenhado por Alan MacDonald e Patrick Lilley

Queer Nation é uma organização ativista LGBTQ fundada em março de 1990 na cidade de Nova Iorque por ativistas de HIV/sida da ACT UP. Os quatro fundadores ficaram indignados com a escalada da violência anti-gay nas ruas e com o preconceito nas artes e nos meios de comunicação social. O grupo é conhecido pelas suas táticas de confronto, slogans e a prática de "outing".

## História

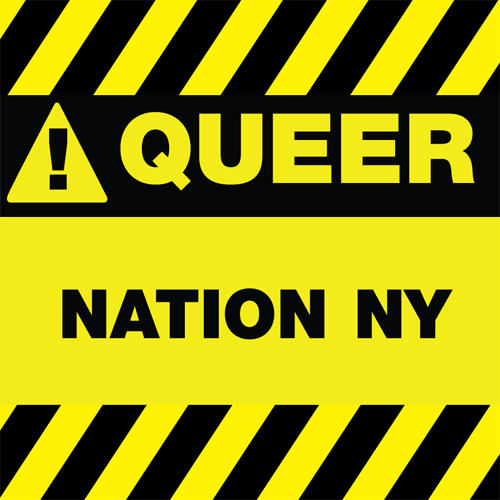
Logotipo atual do Queer Nation NY, utilizado no seu site, página do Facebook e perfil do Twitter, desenhado por Ken Woodard.

Em 20 de março de 1990, 60 pessoas LGBTQ reuniram-se no Centro de Serviços Comunitários de Lésbicas, Gays, Bissexuais e Trans, em Greenwich Village, Nova Iorque, para criar uma organização de ação direta. O objetivo da organização, ainda sem nome, era a eliminação da homofobia e o aumento da visibilidade de gays, lésbicas e bissexuais através de diversas táticas. A organização do Queer Nation, sendo não hierárquica e descentralizada, permitia que qualquer pessoa se tornasse membro e tivesse voz.
A primeira iniciativa teve lugar no Flutie's Bar, um bar de South Street Sea Port, no dia 13 de abril de 1990. Tinha por objetivo deixar claro aos clientes (heterossexuais) do bar que as pessoas queer não se restringiriam a bares gay para socializarem e para demonstrações públicas de afeto, e para realçar que quase todo o espaço "público" era na verdade um espaço heterossexual. Parodiando o comportamento heterossexual nestes locais (como o jogo "verdade ou consequência"), as pessoas queer recusavam-se a ficar invisíveis e questionavam publicamente o estatuto de naturalidade dos encontros heterossexuais. Este tipo de ações de visibilidade ficou conhecido como "Queer Nights Out".
Outro método utilizado pelo Queer Nation para chamar a atenção foi o uso de cartazes em protestos e comícios. Um dos cartazes dizia "Dykes and Fags Bash Back" ("Fufas e Paneleiros Respondem à Porrada") e outro afirmava "Queer Nation ... Get Used It!" ("Nação Queer... Habituem-se!) e fazia referência ao famoso cântico da organização "We're here! We're Queer! Get used to it!" ("Estamos aqui! Somos queer! Habituem-se!").
Embora o nome Queer Nation tenha sido utilizado ocasionalmente desde o início, só foi oficialmente aprovado na assembleia geral do grupo em 17 de maio de 1990.
O estilo de protesto militante do grupo contrastava com o das organizações de direitos gay mais assimilacionistas, tais como a Human Rights Campaign, a Log Cabin Republicans ou a National Gay and Lesbian Task Force. O Queer Nation foi mais eficaz e poderoso no início dos anos 1990 nos EUA e usou a ação direta para lutar pelos direitos dos homossexuais, por vezes em colaboração com as organizações ACT UP e WHAM! Embora nunca tenha sido oficialmente dissolvido, muitos dos grupos locais desmobilizaram-se em meados da década de 1990.
A utilização da palavra "queer" pelo grupo no seu nome e nos seus slogans foi inicialmente considerado chocante, embora a reapropriação tenha sido considerada um sucesso, tendo até passado a constar do nome de programas de televisão generalista, tais como Queer Eye e Queer as Folk. A utilização da palavra "queer" desarmou os homófobos, revertendo a sua natureza depreciativa.
Outros slogans utilzados pelo Queer Nation incluem "Two, Four, Six, Eight! How Do You Know Your Kids Are Straight?" ("Dois, Quatro, Seis, Oito! Sabe se os seus filhos são heterossexuais?"), "Out of the Closets and Into the Streets" ("Fora do armário, saímos para as ruas") e o amplamente imitado "We're Here! We're Queer! Get used to it!"' ("Estamos aqui! Somos queer! Habituem-se!").
O Queer Nation Chicago foi incluído no Chicago LGBT Hall of Fame em 1995. 

## Ativismo
Aquando da aprovação das leis anti-gay pela Rússia, o Queer Nation protestou contra os Jogos Olímpicos de Inverno de 2014 em Sochi, Rússia.